# Steins;Gate (anime)
Steins;Gate (japoneză : シュタインズ・ゲート, Shutainzu Gēto) este un anime apărut în aprilie 2011, fiind creat de studioul de animație White Fox și bazat pe romanul vizual cu același nume. Acțiunea are loc în 2010, și urmărește aventura lui Rintaro Okabe, care, alături de prietenii săi, descoperă o modalitate de a călători în timp prin trimiterea unor mesaje text în trecut, astfel schimbând atât prezentul cât și viitorul.
Seria a fost regizată de Hiroshi Hamasaki și Takuya Satō, și scrisă de Jukki Hanada. Muzica a fost compusă de Takeshi Abo. Au fost difuzate 24 episoade, iar un al 25-lea a fost inclus ulterior alături de lansările pe DVD și Blu-ray. Pentru franciza Steins;Gate a urmat o continuare sub forma unui film și seria Steins;Gate 0, o adaptare anime a continuării jocului Steins;Gate, premiera căreia a avut loc în 2018.

## Poveste

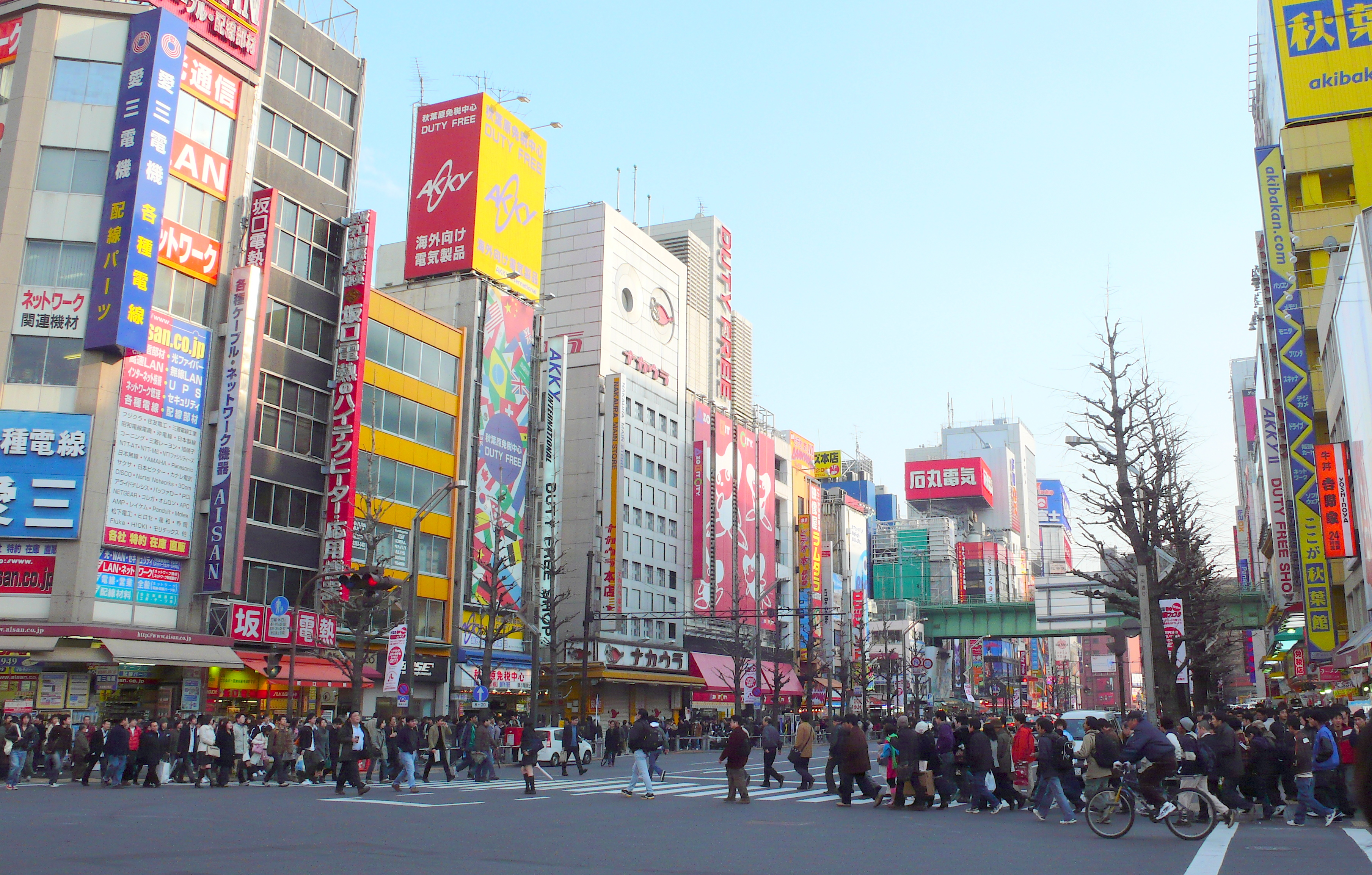
Acțiunea din Steins;Gate are loc în Akihabara, Tokyo.

Acțiunea din Steins;Gate are loc în 2010, în Akihabara, Tokyo, și urmărește aventura lui Rintaro Okabe, un „savant nebun” autoproclamat, care a înființat echipa "Future Gadget Laboratory" alături de prietenii săi Mayuri Shiina și Itaru "Daru" Hashida. Ședințele acestora au loc într-un apartament închiriat de Okabe. În timpul unei conferințe al cărei subiect este posibilitatea călătoriei în timp, Okabe găsește cadavrul lui Kurisu Makise - cercetător în neuroștiințe; Okabe îi trimite un mesaj lui Daru despre cele văzute, numai ca acesta să descopere ulterior că Kurisu este de fapt în viață, și că mesajul a fost primit încă de dinainte să fie trimis. Membrii laboratorului află faptul că cuptorul cu microunde, conectat la un telefon mobil, pe care aceștia îl dezvoltă poate expedia mesaje în trecut; Kurisu li se alătură pentru a investiga trimiterea mesajelor – denumite "D-mails" – înapoi în trecut pentru a schimba prezentul. Kurisu reușește să dezvolte un aparat care poate trimite amintiri în trecut prin intermediul aceluiași cuptor cu microunde, facând călătoria în timp posibilă.
SERN, (o organizație ficțională inspirată din CERN) care lucrează în secret la propria lor mașină a timpului, află despre aparatul lui Kurisu și trimite mai mulți oameni către laborator pentru a-l fura cu orice preț, chiar omorând-o pe Mayuri în timpul misiunii. Okabe se întoarce în trecut în nenumărate rânduri pentru a preveni moartea lui Mayuri, însă nu reușește în niciuna din încerări. Acesta învață că trebuie să aducă la normal toate schimbările cauzate de D-mails, și o face până când realizează că schimbarea primului D-mail îl va întoarce într-o lume în care Kurisu este ucisă. Okabe și Kurisu își mărturisesc sentimentele unul față de celălalt, Daru sparge baza de date a organizației SERN, iar grupul șterge primul D-mail, lumea întorcându-se la cronologia inițială.
Cu puțin timp mai târziu, Suzuha Amane sosește din viitor pentru a-l încredința pe Okabe cu misiunea de a opri Al Treilea Război Mondial, iar singura cale prin care poate face asta este prin a-l opri pe tatăl lui Kurisu, Nakabachi, să-și omoare fiica și să îi fure teoriile despre construirea unei mașini a timpului. Suzuha și Okabe călătoresc înapoi în trecut, unde Okabe o ucide accidental el însuși pe Kurisu. După ce se întoarce în trecut, Okabe primește un mesaj de la versiunea sa din viitor, spunându-i că pentru a evada din cronologia lumii în care se află acum, acesta trebuie să o salveze pe Kurisu, dar și să își facă versiunea din trecut să creadă că Kurisu a fost ucisă. Călători din nou în trecut, Okabe îl face pe Nakabachi să îl înjunghie, o lasă inconștientă pe Kurisu, după care o pune în propria lui baltă de sânge. Versiunea din trecut a lui Okabe este păcălită, ceea ce cauzează lumea să se mute într-o cronologie unde Kurisu este în viață, iar Al Treilea Război Mondial nu are loc -  lumea Steins Gate.

## Distribuție
| Personaj                  | Actor            | Actor             |
| Personaj                  | Japoneză         | Engleză           |
| ------------------------- | ---------------- | ----------------- |
| Rintaro Okabe             | Mamoru Miyano    | J. Michael Tatum  |
| Kurisu Makise             | Asami Imai       | Trina Nishimura   |
| Mayuri Shiina             | Kana Hanazawa    | Ashly Burch       |
| Itaru "Daru" Hashida      | Tomokazu Seki    | Tyson Rinehart    |
| Suzuha Amane              | Yukari Tamura    | Cherami Leigh     |
| Luka Urushibara           | Yū Kobayashi     | Lindsay Seid      |
| Faris NyanNyan            | Haruko Momoi     | Jad Saxton        |
| Moeka Kiryu               | Saori Gotō       | Jessica Cavanagh  |
| John Titor                | Hiroshi Tsuchida | Patrick Seitz     |
| Yugo "Mr. Braun" Tennouji | Masaki Terasoma  | Christopher Sabat |
| Nae Tennouji              | Ayano Yamamoto   | Brina Palencia    |